# Hans Walter Friederici
Hans Walter Friederici (* 29. Mai 1896 in Esdorf, Kreis Trebnitz; † nicht ermittelt) war ein deutscher Kommunalpolitiker. Er war in der NS-Zeit Landrat im Landkreis Sprottau.

## Leben
Nach dem Schulbesuch schlug er eine landwirtschaftliche Ausbildung ein und war zunächst als Landwirt tätig. Später wurde er Provinziallandtagsabgeordneter. Nach der „Machtergreifung“ der Nationalsozialisten wurde er im Mai 1933 zunächst vertretungsweise und ab Dezember 1933 kommissarisch als Landrat im Sprottau eingesetzt. Zum 1. März 1934 übernahm Friederici endgültig das Amt des Landrats und blieb als solcher bis gegen Ende des Zweiten Weltkrieges im Amt. Sein Wohnort war viele Jahre lang Dittersdorf bei Sprottau.